# Erdrosseln
Erdrosseln (im englischen Schrifttum strangling, ligature strangulation) bezeichnet die Strangulation eines Lebewesens durch Zuziehen einer Schlinge.
Wesentliches Unterscheidungsmerkmal zum Erwürgen ist die Zuhilfenahme eines Werkzeugs, beispielsweise einer Garrotte. Anders als beim Hängen ist das Ende des Werkzeugs nicht oberhalb des Körpers fixiert, sodass es sich sowohl um Selbst- als auch um Fremdtötung handeln kann. Je nach Form des Werkzeugs und Kompression werden die Venen, Arterien und Atemwege komprimiert. Zwar gibt es seltene Todesfälle durch Karotissinusreflex, meist tritt der Tod aber durch Atemstillstand und nicht durch die Unterbrechung des Blutstromes zum Gehirn ein.
Der Begriff steht auch für eine Hinrichtungsmethode, die vor allem von der Antike bis ins Spätmittelalter hinein, in der DDR bis 1950 (siehe Waldheimer Prozesse) und in Westeuropa (Spanien) bis 1974 angewandt wurde. Meistens waren es Führer geschlagener Feinde, wie zum Beispiel Vercingetorix, die auf diese Weise hingerichtet wurden, da es als besondere Schmach galt, nicht den „würdigen Tod“ eines Kriegers (auf dem Schlachtfeld) oder eines Ehrenmannes (durch Enthauptung) zu finden. Der Verurteilte saß oder stand mit dem Gesicht zum versammelten Volk, während ihm rücklings mit einer Schlinge, die mithilfe eines Stabes zusammengedreht wurde, der Kehlkopf zerquetscht wurde. Im antiken Rom jedoch war dies keine öffentliche Hinrichtung, da diese stets im Staatsgefängnis Carcer Tullianus unter Ausschluss der Öffentlichkeit vonstattenging. Der Hingerichtete wurde nach seinem Tod der Öffentlichkeit überlassen und nach einigen Tagen in den Tiber geworfen.